# Trygve Liljestrand
Trygve Liljestrand, född 1 juli 1887 i Göteborg, död 13 november 1942 i Stockholm, var en svensk jurist och bokförläggare.
Trygve Liljestrand var son till försäkringsdirektören Petter Erik Liljestrand och bror till Göran Liljestrand. Efter mogenhetsexamen i Stockholm 1905 och juris kandidatexamen i Uppsala 1910 gjord han en snabb karriär. Liljestrand var 1918–1919 assessor i Svea hovrätt, blev tillförordnad revisionssekreterare 1921, fiskal 1923 och var hovrättsråd 1925–1929. På offentligt uppdrag studerade han 1922–1924 rättegångsväsendet i Norge, Danmark och Tyskland. 1929 blev han direktörsassistent hos P. A. Norstedt & Söner, och efter Conrad Carlesons avgång som VD efterträdde han 1933 honom. 1934 blev Liljestrand ordförande i Svenska bokförläggareföreningen och fullmäktig i Stockholms handelskammare samt 1935 ordförande i Boktryckarkammaren. Han var bland annat även vice ordförande i Sveriges tryckeriers arbetsgivareförbunds styrelse från 1935 och styrelseledamot i Svenska boktryckareföreningen, i AB Sveriges litografiska tryckerier och i AB Svenska bokförlaget. Under Liljestrands tid och med väsentlig medverkan från honom tillkom inom Bokförläggareföreningen de allmänna regler för uppgörelse med författare som till 1947 i huvudsak tillämpades i de nordiska länderna.